# Старая Смыловка
Старая Смыловка — село в Муслюмовском районе Татарстана. Входит в состав Шуганского сельского поселения.

## География
Находится в восточной части Татарстана на расстоянии приблизительно 14 км на юг-юго-восток по прямой от районного центра села Муслюмово у границы с республикой Башкортостан.

## История
Известно с 1712—1713 годов, упоминалось также как Старо-Смысловка.

## Население
Постоянных жителей было: в 1870—203, в 1897—563, в 1920—338, в 1926—280, в 1938—277, в 1949—205, в 1958—109, в 1970—107, в 1979 — 67, в 1989 — 45,42 в 2002 году (русские 98 %), 20 в 2010.